# ジェマイティヤ蜂起
ジェマイティヤ蜂起（ジェマイティヤほうき、リトアニア語: Žemaičiai sukilimas）またはサモギティア蜂起  (英語: Samogitian uprisings) では、ジェマイティヤ（サモギティア）人によるドイツ騎士団に対する2度の反乱（1401年-1404年、1409年）について述べる。軍事援助を必要としたリトアニア大公ヴィータウタスは、何度かドイツ騎士団に対しジェマイティヤの領有を認めた。しかしサモギティアの住民はドイツ騎士団の支配を嫌い、むしろヴィータウタスに保護を求めた。最初の反乱は失敗に終わり、ヴィータウタスはラチョンシュの和約でドイツ騎士団のジェマイティヤ領有を再確認した。2回目の反乱はドイツ騎士団による対ポーランド王国宣戦布告を引き起こし、最終的に中世ヨーロッパで、特に規模の大きい合戦の1つであった1410年のタンネンベルクの戦いに至る。この戦闘自体はポーランド・リトアニア連合軍の勝利に終わったものの、ヴィータウタスとヨガイラはこの勝利を充分に活用することができなかった。ジェマイティヤをめぐる抗争は、1422年にメウノ条約が結ばれるまで続いた。

## 背景

### 交渉材料としてのジェマイティヤ
最初にジェマイティヤの征服を試みたのはリヴォニア帯剣騎士団だったが、1236年のザウレの戦いで壊滅的敗北を喫し、翌年ドイツ騎士団に吸収され、リヴォニア騎士団となった。ドイツ騎士団にとって、ジェマイティヤの征服はプロイセンとリヴォニアを接続するための一大戦略目標となった。1383年、リトアニア大公ヨガイラがドゥビサ条約を策定しようとした際が最初のジェマイティヤ獲得の機会だった。この条約は、ヴィータウタスとの内戦を繰り広げていたヨガイラがドイツ騎士団を味方につけるために、騎士団がドゥビサ川までのジェマイティヤを領有することを認めるというものだった。しかし同年のうちにヨガイラと騎士団の関係は悪化した。騎士団はヴィータウタス陣営に乗り換え、ヴィータウタスから2度にわたってジェマイティヤ領有を認められた。すなわち1384年のケーニヒスベルク条約と1390年のリュック条約である。しかし今度はヨガイラとヴィータウタスが和解して、先の騎士団との取り決めを破棄したため、騎士団のジェマイティヤやリトアニアとの戦いは続いた。1398年10月、ヴィータウタスは南東のジョチ・ウルスに大遠征を行うべく、サリナス条約を結んで騎士団に再びジェマイティヤ領有を認めた。しかし彼はヴォルスクラ川の戦いでタタール軍に大敗を喫し、再びドイツ騎士団方面への拡大志向を取り戻すに至った。

### 騎士団のサモギティア占領
サリナス条約によれば、ジェマイティヤはドイツ騎士団が獲得し、その履行にヴィータウタスも協力することとなっていた。しかしジェマイティヤ人はドイツ騎士団による支配を拒絶したため、結局ドイツ騎士団はジェマイティヤを軍事力で征服する必要があった。騎士団は500人の人質をプロイセンに連れ去って抵抗を弱め、騎士団に忠誠を誓ったジェマイティヤの貴族には羊毛、塩、衣服などの報酬を与えた。また騎士団はジェマイティヤの周縁に2つの要塞を建設した。うち1つはヴィータウタスの援助の元でネヴェジス川近くに建てられ、もう1つはドゥビサ川付近に建てられフリーデブルクと名付けられた。またヴィータウタスは、リトアニア内戦中に自身が焼いた2つの騎士団要塞についての補償として、騎士団のために城を建設することにも同意した。一方、騎士団はジェマイティヤへの破壊的な略奪を続けていた。1399年2月、ドイツ・リヴォニア騎士団は中央ジェマイティヤを襲撃し、地元の貴族は満足な抵抗ができなかった。1399年から1400年にかけての冬、ヴィータウタスはドイツ騎士団の遠征を援助した。ジェマイティヤ人はヴィータウタスに助けを求めたり彼への降伏を申し出たりしたが、ヴィータウタスはこれを断りドイツ騎士団との条約履行を優先した。孤立無援となったジェマイティヤ人は、ついにドイツ騎士団に降伏した。1400年夏、騎士団総長コンラート・フォン・ユンキンゲンはハインリヒ・フォン・シュヴェルボルンをカウナス城からフリーデブルクに派遣し、ジェマイティヤの長官に任じた。
ドイツ騎士団は、ヴィータウタスとの良い関係を維持しようとしていた。モンタウのドロテアの墓に巡礼したヴィータウタスの妻オナを丁重に迎え、ヴィータウタスには贈り物をした。しかし、騎士団がリトアニアに逃亡した農民4000人の引き渡しをヴィータウタスに求めてから両者の関係は悪化した。ヴィータウタスは、この農民たちは自由人であり、どこに住むか自分たちで決める権利があると主張した。両者の対立は外交で解決できず、戦争にまでもつれこんだ。

## 第一次蜂起
ヴィリニュス・ラドム合同成立でポーランド貴族の援助を取り付けたヴィータウタスは、1401年3月12日、ドイツ騎士団との戦端を開いた。ジェマイティヤ人も反乱軍を組織し、ドイツ騎士団が建設した新たな2つの城を焼いた。そこにいた騎士は捕虜とされ、プロイセンにいたジェマイティヤ人の捕虜と交換された。1401年秋、騎士団はカウナスとフロドナを襲撃した。この時点まで、ヴィータウタスは表向きはジェマイティヤの反乱には支援していないと装っていた。ドイツ騎士団は黒幕がヴィータウタスであることに気づいていたが、これを明らかにしてしまうとヴィータウタスが騎士団の敵ヨガイラにより一層接近してしまう恐れがあった。1402年1月、ヨガイラの弟シュヴィトリガイラがリトアニア大公位を主張してドイツ騎士団側として参戦した。彼はサリナス条約の承認と引き換えにドイツ騎士団の援助を引き出し、ヴィータウタスをドイツ騎士団との正面対決に引きずり込んだ。
1402年5月、ジェマイティヤ人はメーメル（現クライペダ）を焼いた。ヴィータウタスも同年に本格的に参戦し、ゴッテスヴェルダーを攻撃した。この騎士団の要塞は3か月の攻城戦の末に降伏した。7月、シュヴィトリガイラはドイツ騎士団の軍勢を率いてヴィリニュスの南のシャルチニンカイなどに進出し、リトアニアの首都ヴィリニュスを陥れようとした。1403年4月、リトアニア人とジェマイティヤ人はリヴォニアのデューナブルク（現ダウガフピルス）を襲われ打撃を受けた。ドイツ騎士団は教皇や教会、西欧に対し何度も苦情を訴えた。彼らはヴィータウタスの3回の裏切り（1384年、1390年、1398年）を糾弾した。これに対しヴィータウタスは、ジェマイティヤ人が騎士修道会の支配下に入ったにもかかわらず洗礼を受けられていない点をついた。この結果、教皇ボニファティウス9世はドイツ騎士団にリトアニアへの攻撃を禁ずる勅令を出した。戦争を通じて両者とも決定的勝利を挙げることができず、ヴィータウタスはスモレンスク問題に力を注ぎたかったため、ドイツ騎士団とリトアニアは1403年夏に和平交渉に入った。12月に一時停戦が決まり、1404年5月22日にラチョンシュの和約が結ばれた。これはサリナス条約の要旨を引き継ぐものだった。ヴィータウタスはジェマイティヤをドイツ騎士団に引き渡し、騎士団による反乱鎮圧を手助けすることになった。また彼はジェマイティヤ人の家族がリトアニアに逃亡することを禁ずる条文にも同意した。1405年、ヴィータウタスはドイツ騎士団によるラセイニアイ、ヴィドゥクリェ、アリオガラ平定を援助した。

## 和平期
騎士団はジェマイティヤを支配下に置き、川沿いに新旧の城塞を建設・再建し始めた。ヨスヴァイニアイ付近のシュシュヴェ川にはケーニヒスブルク（王の城）が建設された。ヴィータウタスは建設事業のための労働力、食料、火器、さらには駐屯兵まで融通した。城には40人のドイツ人と400人のポーランド人が駐留することとなった。1405年秋、ジェマイティヤ人が新築の要塞を攻撃したが失敗した。他にも、騎士団はクリストメーメルを建設し、フリーデブルクを再建した。1407年にはドベジンブルクがドゥビサ川河口に完成し、この地域の首府となった。また騎士団は検地や人口調査を行い、地域の代官を任命し、入植者を送り込むなど着々とジェマイティヤ支配を固めていった。彼らは三圃式農業を導入し、農業生産力を向上させたが、これはジェマイティヤ人への重税と農奴化をもたらした。なお、ヴィータウタスも数十年後に同様の改革を行おうとして、多数の抵抗や反乱に見舞われている。数々の改革にもかかわらず、異教徒のジェマイティヤ人のキリスト教への改宗は進まなかった。数百人のジェマイティヤ人が人質としてプロイセンに連れ去られた。反抗的な住民は罰されたり処刑されたりして、逆に従順な者は高価な贈り物を受けた。後に1417年、ジェマイティヤ人はドイツ騎士団の犯した数々の犯罪や不正義を列挙しコンスタンツ公会議に訴えることになる。ドイツ騎士団はヴィータウタスのプスコフ、ノヴゴロド、モスクワに対する遠征を支援した。しかし、新騎士団総長ウルリッヒ・フォン・ユンキンゲンが選出されたころから両者の関係は再び悪化した。新総長はリトアニアとの同盟関係をあまり重要視していなかった。

## 第二次蜂起

### 住民の反乱
1408年末、ヴィータウタスが東方遠征を終えた時、騎士団とリトアニアの対立が火を噴いた。この年の後半には、ヴィータウタスはナヴァフルダクでヨガイラと会見し、ジェマイティヤ人を援助してドイツ騎士団を刺激し、ポーランドに対し宣戦布告させるという算段で合意した。ポーランド王国もドブジン地方をめぐるドイツ騎士団との対立があり、またポーランド・リトアニア合同を維持するためにも騎士団のリトアニアに対する影響力を一掃したかった。この年に飢饉にみまわれたジェマイティヤ人は1409年5月26日に再蜂起し、クリストメーメル、フリーデブルク、ドベジンブルクを焼くことに成功した。ドイツ騎士団の城塞で攻撃を耐えたのはメーメルだけだった。ヴィータウタスは裏ではこの反乱を支援しつつ、公式にはラチョンシュの和約を遵守しているよう装っていた。ヨガイラが飢饉に苦しんでいるジェマイティヤ人を救うためにトルンから派遣した穀物船20隻が騎士団に鹵獲されたのち、ヴィータウタスは公然と騎士団との戦端を開いた。これはネムナス・デルタにおける貿易をめぐる事件として重要である。ヴィータウタスは、ルンバウダス・ヴァリマンタイティス、ガルミナス、ゲタウタス、クラウシガイラ、ヴァシブタスといった自身の部下を反乱軍に送り込み指揮させた。反乱軍はジェマイティヤ全域を覆い、ドイツ騎士団はプロイセンへの撤退を強いられた。シュヴィトリガイラはもう一度ヴィータウタス政権転覆と大公位獲得を試みて騎士団と同盟したが失敗し、投獄された。

### 地域戦争への発展
ドイツ騎士団がリトアニアへの侵攻をちらつかせてポーランドを脅迫すると、ポーランドはミコワイ・クロフスキ枢機卿を通じてリトアニア支援を表明し、逆にプロイセン侵攻をちらつかせて騎士団を脅かした。1409年8月、騎士団はポーランドに宣戦布告し、ポーランド・リトアニア・ドイツ騎士団戦争が勃発した。ドイツ騎士団は各個撃破を狙い、まずポーランドに侵攻した。ここで神聖ローマ皇帝ヴェンツェルが仲介して、1409年9月8日に停戦が結ばれた。この停戦は1410年6月24日まで守られ、その間ポーランドとリトアニアは平穏だった。しかしドイツ騎士団は大きな脅威となったポーランド・リトアニア合同の解体を目指しており、ヴィータウタスにリトアニア王位の復活まで提案した。1410年夏、ヴィータウタスとヨガイラは連合して軍事行動を開始した。彼らは中世ヨーロッパにおいて特に規模の大きかった戦闘の1つであったグルンヴァルトの戦いでドイツ騎士団に勝利した。しかし勝者となった2人はこの勝利を充分に生かせず、広範な領土を獲得することはできなかった。1411年に第一次トルンの和約が結ばれ、ジェマイティヤはヴィータウタスとヨガイラの存命中という条件付きでリトアニア領となった。その後もポーランド・リトアニアとドイツ騎士団は飢餓戦争（1414年）やゴルフ戦争（1422年）など短期間の戦争を繰り返し、最終的に1422年9月27日のメウノ条約で、ジェマイティヤがリトアニア領となることで決着した。